# Enrique Moles
Enrique Moles Ormella (Barcelona; 1883 - Madrid; 1953) fue un destacado farmacéutico, químico y físico español. En su memoria se creó el Premio Nacional de Investigación Enrique Moles.

## Biografía
Estudió farmacia en la Universidad de Barcelona, licenciándose en 1905, y se doctoró en la de Madrid en 1906. En 1907 es profesor auxiliar supernumerario gratuito en la Universidad de Barcelona. Fue pensionado por la Junta para Ampliación de Estudios en Alemania, donde estuvo entre 1908 y 1911. Tradujo varias obras de bacteriología y patentó algunas medicinas. En colaboración con Antoni Novellas i Roig escribe Formulario-guía de Farmacología, Terapéutica y análisis químico-farmacéuticos (1908). Se doctoró en Ciencias Químicas en Leipzig, con Wilhelm Ostwald (1910) y en Madrid (1922); y en Ciencias Físicas en Ginebra, con Charles-Eugène Guye (1926).
En 1927 ganó la cátedra de Química Inorgánica de la Universidad Central, que desempeñó hasta 1936. En 1934 entró como miembro en la Academia de Ciencias Exactas, Físicas y Naturales con un discurso Del momento científico español 1785-1825.
Entre 1931-1936, trabajó en el Edificio Rockefeller, sede del Instituto Nacional de Física y Química, como jefe de la sección de Química Física en el Laboratorio de Investigaciones Físicas que dirigía Blas Cabrera Felipe. Investigó la determinación de las masas atómicas de los elementos por medio del método de las densidades límite de los gases, aunque también se ocupó de otras materias, como la determinación de los volúmenes moleculares. Esto le valió los premios internacionales Cannizzaro, Van't Hoff y Solvay.
Organizó importantes eventos científicos, como el IX Congreso Internacional de Química Pura y Aplicada que se celebró en Madrid del 5 al 11 de abril de 1934. Perteneció a varias academias de ciencias extranjeras y desempeñó la secretaría de la Comisión de Pesos Atómicos de la Unión Internacional de Química Pura y Aplicada. Se le atribuyen 262 publicaciones científicas, muchas de ellas en los Anales de la Sociedad Española de Física y Química. Entre sus discípulos pueden mencionarse Augusto Pérez-Vitoria, Emilio Jimeno Gil y Salvador Velayos.
Durante la Guerra Civil, fue director general de pólvoras y explosivos del gobierno republicano. Fue separado del servicio y dado de baja en el escalafón de catedráticos en febrero de 1939 por el gobierno franquista.
Cuando finalizó la contienda, se exilió en Francia. Regresó a España en 1941 y fue encarcelado, hasta su liberación en 1942. El gobierno franquista ordenó el 10 de mayo de 1941, que a él y otros seis científicos les fueran retiradas las medallas otorgadas por la Real Academia de Ciencias Exactas, Físicas y Naturales. El 21 de diciembre del 2018, el gobierno español anunció que decidió restaurar los honores académicos de los siete investigadores. El 30 de enero de 2019 se realizó un homenaje de reparación con la devolución del diploma de Académicos Numerarios que les fue retirado durante la dictadura de Franco.
Hermano de Juan Moles Ormella, ministro de la Gobernación al estallar la Guerra Civil y tío de Lucinda y Margot Moles, deportistas durante la República, sobresalientes en atletismo, hockey, natación o esquí.